# باتريك روبنسون (مؤلف)
باتريك روبنسون (بالإنجليزية: Patrick Robinson)‏ (15 ديسمبر 1939، كانتربيري في المملكة المتحدة)؛ كاتب، صحفي وروائي بريطاني.

## روابط خارجية
- باتريك روبنسون على موقع IMDb (الإنجليزية)
- باتريك روبنسون على موقع قاعدة بيانات الفيلم (الإنجليزية)